# Макулани, Винченцо
Винченцо Макулани (итал. Vincenzo Maculani; 11 сентября 1578, Фьоренцуола-д’Арда, государство Паллавичино — 15 февраля 1667, Рим, Папская область) — итальянский куриальный кардинал, доминиканец. Магистр Священного дворца с 1 января 1639 по 16 декабря 1643. Архиепископ Беневенто с 13 января 1642 по 18 мая 1643. Камерленго Священной Коллегии кардиналов с 8 января 1652 по 8 января 1653. Кардинал-священник с 16 декабря 1641, с титулом церкви Сан-Клементе с 10 февраля 1642 по 16 февраля 1667.